# Marian Bergeron

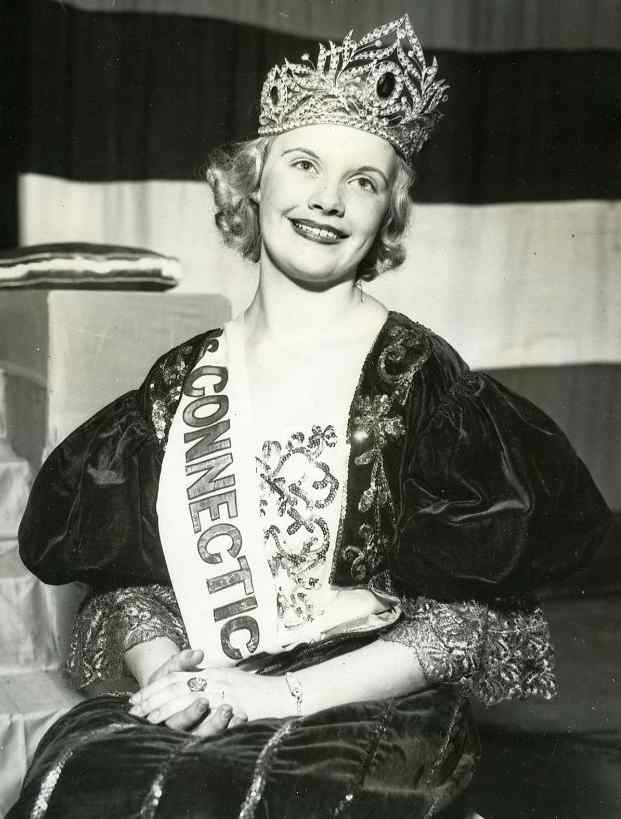
Marian Bergeron (1933)

Marian Bergeron (* 3. Mai 1918 in West Haven, Connecticut; † 22. Oktober 2002 in Ohio) war eine US-amerikanische Schönheitskönigin und 1933 die achte Miss America.
Marian Bergeron wurde 1918 als Tochter von Elmer R. Bergeron, einem Polizisten der motorisierten Einheit, in West Haven geboren. Bereits mit 12 Jahren hatte sie als jugendliche Sängerin öffentliche Auftritte und sang im örtlichen Radiosender. 1933 arbeitete sie beim Miss Greater New Haven Pageant. Da eine Teilnehmerin ausgefallen war, sprang sie an deren Stelle ein und gewann auf Anhieb den Wettbewerb. Wenige Tage später nahm sie in Roton Point an der Wahl zur Miss Connecticut teil, die sie ebenfalls gewann. Wenige Wochen später gewann sie auch den Titel der Miss America, hatte aber bei der Bewerbung ein falsches Alter angegeben.
Als sie nach dem Sieg mit Film- und Bühnenrollen überhäuft wurde, kam auch ihr wahres Alter heraus und alle Angebote wurden zurückgezogen. Danach ging sie wieder auf die Highschool und vollendete ihr Studium. Später heiratete sie und wurde Mutter von drei Kindern. Ihre Freizeit verbrachte sie mit der freiwilligen Hilfe an Patienten. Im Juli 2001 wurde bei ihr eine seltene Art der Leukämie diagnostiziert, an der sie 2002 im Alter von 84 Jahren verstarb.
Im Tafelservice berühmter Frauen von Vanessa Bell und Duncan Grant von 1934 ist ihr ein Teller gewidmet.